# Militaire Academie van de Republiek China

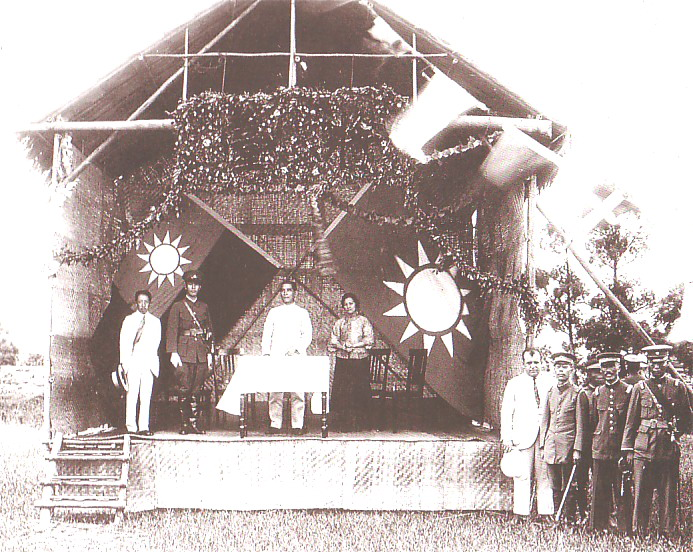
Sun Yat-sen (midden) en Chiang Kai-shek (rechts van Sun) bij de officiële opening van de academie in 1924

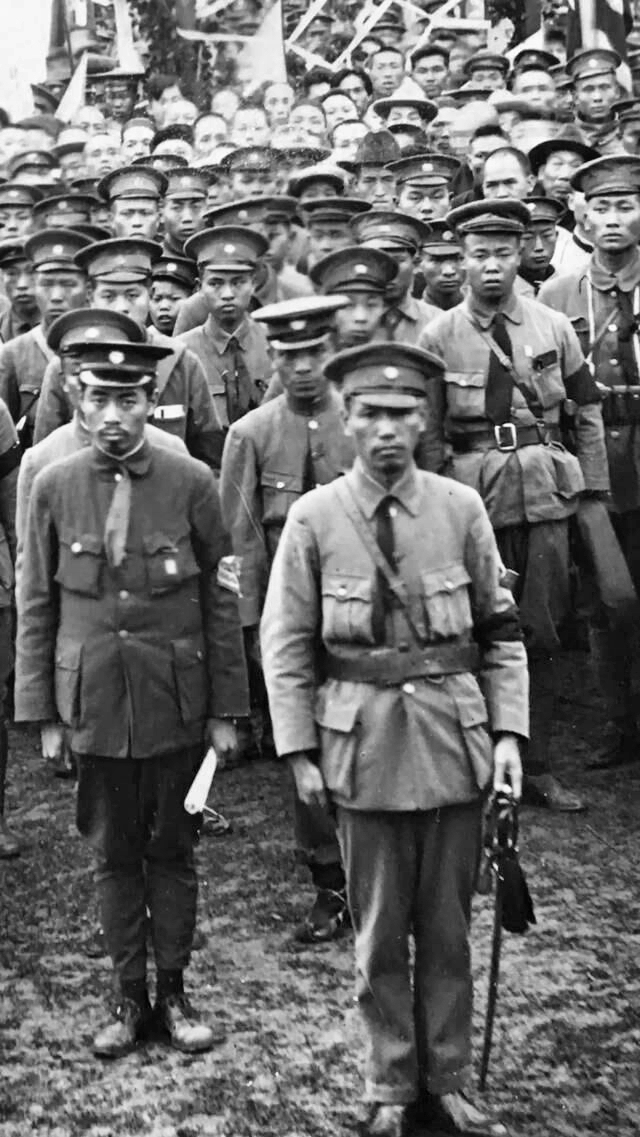
Chiang en links van hem Zhou Enlai en vele cadetten van de academie

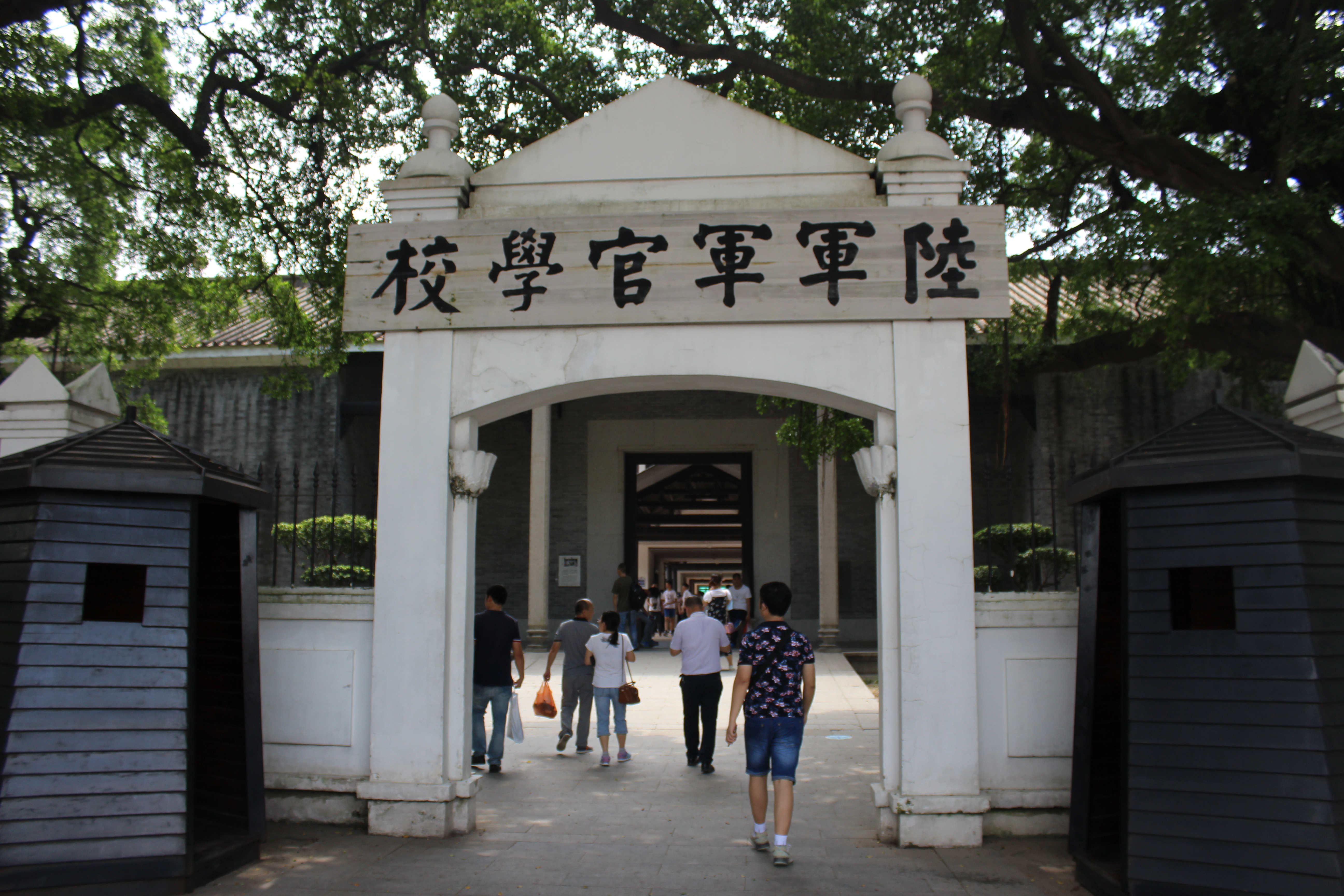
De poort van de academie

De Militaire Academie van de Republiek China, toen nog geheten de Militaire Academie van Whampoa, werd officieel geopend op 1 mei 1924. Het was het resultaat van een samenwerking van de Kwomintang (KMT) en de Communistische Partij van China. De academie lag toen op een eiland bij Guangzhou. Zij was op deze locatie maar een paar jaar in gebruik. De gebouwen zijn thans in gebruik als museum.
Nadat de regering van de republiek China zich in 1949 naar Taiwan had teruggetrokken, ging de academie verder als de Militaire Academie van de Republiek China. De academie is gevestigd in het district Fengshan in stad Kaohsiung.

## Opzet
Na de dood van Yuan Shikai in 1916 viel China uiteen in talloze koninkrijkjes geregeerd door krijgsheren. Vanaf 1917 nam Sun Yat-sen politieke initiatieven om het land weer bijeen te krijgen, maar werd hierbij gehinderd door een gebrek aan militaire middelen. Zijn oproepen voor wapens en geld werden genegeerd door de westerse machten.
In 1921 ontmoette hij de vertegenwoordiger van Comintern, Henk Sneevliet in Guangxi. Sneevliet stelde voor een militaire academie op te richten om het nationale revolutionaire leger te trainen. Sun accepteerde dit plan. De Communistische Partij van China (CPC) stuurde Li Dazhao en Lin Boqu om samen met Sun en zijn partij de academie op te zetten. In 1924, tijdens het 1e Nationale Congres van KMT, werd de alliantie met de Sovjet-Unie en CPC goedgekeurd. Hiermee was ook het definitieve besluit tot oprichting van de militaire academie genomen. Het geld voor de academie was voornamelijk afkomstig van de Sovjets.

## Opleidingen
In het begin was er slechts één afdeling die cadetten een basisopleiding gaf. De aandacht ging aanvankelijk uit naar de infanterie, maar het het lesprogramma werd uitgebreid met opleidingen voor de artillerie, genie, communicatie en logistiek. Het was niet alleen een opleiding in militaire vaardigheden, maar de cadetten kregen ook lessen in politieke ideologie.
Door een gebrek aan Chinese docenten gaven Sovjetofficieren ook lessen. Zij gaven onderricht in de historische ontwikkeling van het militaire denken en maakten de verschillen in militaire doctrines duidelijk van de communisten en het westen. Galina Kolchugina, de echtgenote van Vasili Blücher, gaf cursussen over  politieke agitatie.
Chiang Kai-shek was de eerste commandant van de academie. Sun Yat-sen kreeg een hoge, maar vooral decoratieve functie. Liao Zhongkai, van de linkerfactie van de KMT, werd benoemd tot vertegenwoordiger van de KMT aan de academie. Zhou Enlai, Hu Hanmin en Wang Jingwei waren politieke instructeurs.
De Sovjets gaven de voorkeur aan een hoogwaardige opleiding met een duur van 18 maanden, maar Chiang wilde zo snel als mogelijk een officierskorps opbouwen en stelde de opleiding vast op zes maanden. Leden van de KMT werden gevraagd op zoek te gaan naar kandidaten voor de academie uit het hele land. De kandidaten moesten tussen de 18 en 25 jaar oud en geschoold zijn. In een kort verhaal moesten de kandidaten hun motivatie uiteenzetten. De beoordelingscommissie bestond vooral uit de leden van de rechtervleugel van de KMT, waartoe Chiang ook behoorde. De eerste lichting telde 645 cadetten en in 1926 had de academie 3000 officieren afgeleverd. Na de opleiding kregen de geslaagde cadetten de rang van tweede luitenant en moesten voor drie jaar dienen in het nieuwe Nationaal Revolutionair Leger.
Legendarische afgestudeerden zijn onder meer nationalistische commandanten Chen Cheng, Du Yuming, Xue Yue, Hu Zongnan, Hu Lien en Guan Linzheng en communistische commandanten zoals Lin Biao, Xu Xiangqian, Zhou Enlai, Zuo Quan en Liu Zhidan. De afgestudeerde cadetten brachten hun kennis in de praktijk in de oorlogen tegen de krijgsheren en leverden een grote bijdrage aan het succes van de Noordelijke Campagne (1926-1927).
De oorspronkelijke Militaire Academie van Whampoa bestond van 1924 tot 1926. Nadat Chiang tijdens de Noordelijke Campagne de communisten uit de KMT had verwijderd, verhuisde de academie in 1928 naar de nieuwe hoofdstad Nanjing. De naam werd gewijzigd in Centrale Militaire Academie. Na het uitbreken van de Tweede Chinees-Japanse Oorlog in 1937 verhuisde de academie opnieuw naar de binnenlanden van China, naar Chengdu ver buiten het bereik van het Japanse leger.
In 1950, na de communistische overwinning op het Chinese vasteland en de oprichting van de Volksrepubliek China, werd de academie opnieuw gevestigd in Kaohsiung onder de naam Militaire Academie van de Republiek China.
De eerste academie in Guangzhou is nu een museum.

## Trivia
- De tekst van de inaugurele rede van Sun Yat-sen is deels opgenomen in het volkslied van de Republiek China.